# Записки Императорского Новороссийского университета
Запи́ски Импера́торского Новоросси́йского университе́та — научный журнал, выпускавшийся Императорским Новороссийским университетом с 1867 года. 

## История
Периодичность между томами была неопределённой, номера журнала печатались в Одессе, в типографии Л. Нитче; позднее в типографии Ульриха и Шульце, Красный переулок, дом № 3; в типографии Штаба Округа, Тираспольская улица дом № 24; в «Экономической» типографии, улица Жуковского дом № 43. 

## Редактор
Редакторами журнала были:
- с 1867 года — профессор А. С. Павлов;
- с 1876 года (с 17-го  тома) — профессор С. П. Ярошенко;
- с 1878 года (с 26-го тома) по 1907 год — профессор А. А. Кочубинский.